# 吳芷柔
吳芷柔（Ng Tsz Yau, Yoyo，1998年4月24日—），香港女子羽毛球運動員。畢業於馬頭涌官立小學 (紅磡灣)和協恩中學。

## 簡歷
吳芷柔5歲開始練習羽毛球，起初是因為跟舅舅打球而喜歡這項運動。
她在2013年開始與楊雅婷搭檔雙打，她專門在網前控球，彌補隊友的弱點。
2014年8月，吳芷柔代表香港參加南京舉行的夏季青年奧林匹克運動會羽毛球比賽。
在女子單打比賽中，她在小組賽E組取得3戰3勝，以小組首名晉級淘汰賽，但在八強就以0比2（12-21、9-21）負於泰國的布桑兰·恩布鲁庞出局。而在混合雙打比賽中，她被抽中與馬來西亞的選手詹俊為搭檔。他們在小組賽C組取得3戰3勝，以小組首名晉級淘汰賽，並一路殺入決賽，最終以2比0（21-14、23-21）擊敗日本/中華台北組合，奪得金牌。她在賽後表示，自己來青奧會之前並沒想過拿金牌，目標只是進入前四名，她認為這種跨國混合的方式很好。
2015年10月，吳芷柔出戰福建舉行的第一屆全國青年運動會羽毛球比賽，與楊雅婷合作贏得女子雙打銅牌。

### 2017世锦赛
2017年8月，  吳芷柔參加苏格兰格拉斯哥舉行的世界羽毛球錦標賽，她分别与楊雅婷和譚進希出戰女子双打項目以及混合双打項目。在女双方面，首圈以2比0（21-11、21-17）大胜芬兰的珍妮·奈斯特伦/索尼娅·佩科拉。但在第二圈中以0比2（13-21、14-21）不敌赛会12號種子、韩国的蔡侑玎/金昭映，32强止步。
而混双方面，首圈以0比2（22-24、17-21）不敌印度的萨维克赛拉吉·兰基雷迪/玛内沙·库卡帕利，48强止步。

## 主要比賽成績
只列出曾進入準決賽的國際賽事成績：
| 年份   | 賽事                         | 公開賽級別 | 項目     | 搭檔   | 成績   |
| ------ | ---------------------------- | ---------- | -------- | ------ | ------ |
| 2014年 | 青年奧林匹克運動會羽毛球比賽 | 其他       | 混合雙打 | 詹俊為 | 金牌   |
| 2017年 | 馬來西亞羽毛球大師賽         | 黃金大獎賽 | 混合雙打 | 譚進希 | 準決賽 |
| 2017年 | 印度羽毛球國際挑戰賽         | 國際挑戰賽 | 女子雙打 | 楊雅婷 | 冠軍   |
| 2018年 | 馬來西亞羽毛球國際挑戰賽     | 國際挑戰賽 | 女子雙打 | 袁倩瀅 | 準決賽 |
| 2018年 | 海得拉巴羽毛球公開賽         | 超級100賽  | 女子雙打 | 袁倩瀅 | 冠軍   |
| 2018年 | 新加坡羽毛球國際系列賽       | 國際系列賽 | 女子雙打 | 袁倩瀅 | 冠軍   |
| 2018年 | 新加坡羽毛球國際系列賽       | 國際系列賽 | 混合雙打 | 楊銘諾 | 冠軍   |
| 2019年 | 泰國羽毛球大師賽             | 超級300賽  | 混合雙打 | 鄧俊文 | 準決賽 |
| 2019年 | 中國陵水羽毛球大師賽         | 超級100賽  | 混合雙打 | 鄧俊文 | 冠軍   |
| 2019年 | 亞洲羽毛球混合團體錦標賽     | 其他       | 混合團體 | －     | 季軍   |
| 2021年 | 巴林羽毛球國際系列賽         | 國際系列賽 | 女子雙打 | 曾曉昕 | 亞軍   |
| 2021年 | 巴林羽毛球國際系列賽         | 國際系列賽 | 混合雙打 | 李晉熙 | 冠軍   |
| 2021年 | 巴林羽毛球國際挑戰賽         | 國際挑戰賽 | 女子雙打 | 曾曉昕 | 亞軍   |
| 2021年 | 巴林羽毛球國際挑戰賽         | 國際挑戰賽 | 混合雙打 | 李晉熙 | 準決賽 |
| 2022年 | 斯洛伐克羽毛球公開賽         | 未來系列賽 | 女子雙打 | 曾曉昕 | 準決賽 |
| 2022年 | 斯洛伐克羽毛球公開賽         | 未來系列賽 | 混合雙打 | 李晉熙 | 準決賽 |
| 2022年 | 荷蘭羽毛球國際賽             | 國際系列賽 | 女子雙打 | 曾曉昕 | 冠軍   |
| 2022年 | 荷蘭羽毛球國際賽             | 國際系列賽 | 混合雙打 | 李晉熙 | 冠軍   |
| 2022年 | 丹麥羽毛球大師賽             | 國際挑戰賽 | 混合雙打 | 李晉熙 | 亞軍   |
| 2022年 | 台北羽毛球公開賽             | 超級300賽  | 女子雙打 | 曾曉昕 | 冠軍   |
| 2022年 | 台北羽毛球公開賽             | 超級300賽  | 混合雙打 | 李晉熙 | 冠軍   |
| 2025年 | 中國瑞昌羽毛球大師賽         | 超級100賽  | 混合雙打 | 鄧俊文 | 冠軍   |
| 2025年 | 越南羽毛球國際挑戰賽         | 國際挑戰賽 | 混合雙打 | 鄧俊文 | 冠軍   |

| 2007-2017年 | 首要超級賽 | 超級賽 | 黃金大獎賽 | 大獎賽 | 國際挑戰賽 | 國際系列賽 | 未來系列賽 | 其他 |

| 2018-2026年 | 總決賽 | 超級1000賽 | 超級750賽 | 超級500賽 | 超級300賽 | 超級100賽 | 國際挑戰賽 | 國際系列賽 | 未來系列賽 | 其他 |

### 奧運會和世錦賽參賽紀錄
|          | 搭檔   | 2017 | 2018 | 2019 | 2020 | 2021 | 2022 | 2023 |
| -------- | ------ | ---- | ---- | ---- | ---- | ---- | ---- | ---- |
| 女子雙打 | 楊雅婷 | 32強 | 48強 | －   | －   | －   | －   | －   |
| 女子雙打 | 袁倩瀅 | －   | －   | 48強 | －   | 16強 | －   | －   |
|          |        |      |      |      |      |      |      |      |
| 混合雙打 | 譚進希 | 48強 | －   | －   | －   | －   | －   | －   |
| 混合雙打 | 楊銘諾 | －   | －   | －   | －   | 16強 | －   | －   |
| 混合雙打 | 李晉熙 | －   | －   | －   | －   | －   | －   | 32強 |